# شهرستان وایت (آرکانزاس)
شهرستان وایت، آرکانزاس (به انگلیسی: White County, Arkansas) شهرستانی در ایالات متحده آمریکا است که در آرکانزاس واقع شده‌است.

## خصوصیات
شهرستان وایت ۲٬۶۹۸٫۷۸ کیلومترمربع مساحت دارد.